# Lőrinc (ellenpápa)
Lőrinc (Laurentius), (460 körül – 508) volt a történelem 6. ellenpápája. 498 és 506 között töltötte be tisztségét Szümmakhosz pápa mellett.
Életéről nem sokat tudunk. Mielőtt ellenpápának indították volna, a Sancta Praxedis (ma olaszul: Santa Prassede) templom archipresbitere volt. Amikor II. Anasztáz pápa meghalt, a konstantinápolyi pátriárka elérkezettnek látta az időpontot, hogy Róma primátusát végleg megdöntse. Így a 498-as pápaválasztáson kialakított egy úgynevezett bizánci pártot, amely a Keletrómai Birodalom érdekeit képviselte. Miután a klérus Szümmakhoszt választotta meg egyházfőnek, a bizánci párt és a császár Lőrincet ismerte el egyházfőnek. Róma ura, Nagy Theodorik gót király nem akart nyílt döntést hozni, mert nem akarta összerúgni a port a Keletrómai Birodalom császárával. Azonban félt a túlzott politikai befolyástól, ezért Szümmakhosz pápát támogatta.
Lőrinc 499-ben ugyan megkapta Szümmakhosztól a campaniai Nocera egyházmegyét, mégsem akart belenyugodni a vereségbe. Konstantinápolyból kért segítséget, és a keleti egyházak vezetői hamarosan vádat emeltek a pápa ellen. Ezek a vádak egytől egyig elbuktak Szümmakhosz azon jogán, hogy világi hatalom őt nem ítélheti meg. Róma lakói egyre vérmesebb vitákat szítottak, és miután már úgy látszott, hogy a város békéje forog veszélyben, Nagy Theodorik 502-ben zsinatot hívott össze. Ezen a zsinaton a király végleg megfosztotta Lőrincet pápai jogaitól, és száműzte Rómából.
Lőrinc elmenekült Theodorik országából, és folytatta a pápa elleni áskálódást. 506-ban végül a gót király kémei végleg elhallgattatták.